# 陀羅尼
陀羅尼（）、あるいはダーラニー（サンスクリット語: धारणी、dhāraṇī）とは、仏教において用いられる呪文の一種で、比較的長いものをいう。通常は意訳せず（不翻）サンスクリット語原文を音読して唱える。

## 概要
陀羅尼はダーラニーの音を中国において漢字で音写したものであり、意訳して総持（總持）、能持、能遮等ともいう。ダーラニーとは「記憶して忘れない」という意味で、本来は仏教修行者が覚えるべき教えや作法などを指した。やがてこれが転じて「暗記されるべき呪文」と解釈される様になり、一定の形式を満たす呪文を特に陀羅尼と呼ぶ様になった。
本来、陀羅尼は暗記して繰り返しとなえる事で雑念を払い、無念無想の境地に至る事を目的とした。「能遮」という意訳は雑念妄想を「能く遮る」という意味である。
その構成は、多くの場合まず仏や三宝などに帰依する事を宣言する句で始まり、次にタド・ヤターと続き、本文に入る。本文は多くの場合、神や仏、菩薩や仏頂尊などへの呼びかけや賛嘆、願い事を意味する動詞の命令形等で、思想上あまり深い意味は無い。そして最後に成功を祈る聖句「スヴァーハー」で終わる。
陀羅尼の呪文語句が連呼相槌的表現をする言葉なのは、これが本来無念無想の境地に至る事を目的としていたためで、具体的な意味のある言葉を使用すれば雑念を呼び起こしてしまうという発想が浮かぶ為にこうなったと言う学説が主流となっている。
しかし呪文といわれ不可侵のある危険性を意味し、そのあまりに神秘的な響きから、やがてこれを唱えたり書写したり、また暗記する事で様々な神通力、霊験が現れるという歴史的伝統的な信仰となっていった。